# 張英根
張 英根（チャン・ヨングン、朝鮮語: 장영근、1897年5月2日 - 1983年6月23日）は、大韓民国の実業家、政治家。第3代韓国国会議員。

## 経歴
釜山出身。ソウル公立中学校卒、名古屋にある惟信中学校3年中退。光復後は無所属の国会議員1期（当選後自由党入党）のほか、釜山朝鮮劇場管理人、新生化学工業株式会社社長、国際興産株式会社社長、株式会社鋳物工業所代表取締役社長、赤崎木材株式会社社長、東萊温泉松海旅館経営者、東萊温泉繁栄会会長などを務めた。